# 國立屏東大學
22°39′56″N 120°30′17″E / 22.665566°N 120.504637°E
國立屏東大學，簡稱屏東大學、屏大、NPTU，是一所位於臺灣屏東縣的國立大學。2014年8月1日由國立屏東教育大學與國立屏東商業技術學院合併成立。屏東大學擁有校區4處，其中3處位於屏東市、另外1處位於車城鄉；總共有7個學院，另有附設實驗小學一所。屏東大學前身為1940年4月創立的臺灣總督府屏東師範學校及1991年創立之國立屏東商業專科學校。合併後計有7個學院，32個學系、30個碩士班及1個博士班，為一所具有高等教育、技職教育與師資培育多元合流特色的國立大學。

## 學校象徵

### 校徽

#### 抄襲爭議
2019年1月21日，設計師楊佳璋在臉書指出，其設計團隊曾幫健行科大設計校徽，雖然後續未正式被使用，但日前發現該設計與屏大的現行校徽極度雷同。屏大校徽由視覺藝術學系許有麟老師與其學生團隊設計，並通過校方認可成功取得商標註冊。事發後，屏大立即召開調查會議，還原事件始末，並針對校徽涉及侵權，發表公開聲明致歉，並嘗試向原作者取得授權，以繼續使用該校徽。後楊佳璋再次爆料，指許有麟老師於2015年取得其講座資料後，不僅盜圖抄襲校徽，還截取大部份資料內容發表論文，校徽抄襲事件發生後，不僅沒有誠心悔改，還向學生聲稱只是「參考與修改」。對此屏大校方表示刻正安排召開教評會予以懲處，並將該師發表論文納入調查範圍。
2019年3月11日，校方召開臨時校務會議，校徽經投票以30:22決議續用，對此學生會及學生議會強調經學生議會意見調查有逾7成學生主張不續用校徽。校方則強調，校務會議是最高決策機制，決議必須執行，將會與原創作者討論後續沿用事宜，涉抄襲教師已由教評會決議停聘，報請教育部核定中。
在未收到教育部回覆前，許師在108學年第一學期仍在校繼續授課，最終於108年11月教育部核准停聘，而後許師投書媒體稱此案不符程序正義，屏大校方則提出聲明駁斥，並指本案已進入司法程序，將靜候審判結果。
該款校徽最終在屏大校方取得楊佳璋的授權轉讓後落幕。兩方在2019年5月16日舉行簽約及捐贈儀式，屏大以新臺幣100萬元取得原設計圖的授權讓與，楊佳璋則將這筆款項捐給屏東在地社福團體。

## 學校簡史

### 國立屏東教育大學
1940年4月設立「臺灣總督府屏東師範學校」，校址在現今其國立屏東大學附設實驗國民小學。1943年更名為「臺灣總督府臺南師範學校預科」。
1946年1月改為「臺灣省立臺南師範學校屏東分校」，10月正式獨立為「臺灣省立屏東師範學校」。1965年8月升格為「臺灣省立屏東師範專科學校」。1987年7月升格為「臺灣省立屏東師範學院」。1991年7月改隸中央，改名為「國立屏東師範學院」。設置美勞教育學系。1993年，增設音樂教育學系。1999年，增設視覺藝術教育研究所。2000年，增設音樂教育學系碩士班。2003年，美勞教育學系改名視覺藝術教育學系，並與視覺藝術教育研究所系所合一。2004年，音樂教育學系碩士班分設音樂演奏暨教學組、音樂教育組。
2005年8月，改名「國立屏東教育大學」。音樂教育學系改名音樂學系，碩士班分組改設音樂演奏（唱）組、音樂教育組。增設臺灣文化產業經營學系。2006年，增設客家文化研究所。視覺藝術教育學系改名視覺藝術學系2010年，臺灣文化產業經營學系與客家文化研究所，整併為文化創意產業學系暨碩士班。

### 國立屏東商業技術學院
1991年7月成立「國立屏東商業專科學校」。1998年7月，國立屏東商業專科學校升格為「國立屏東商業技術學院」。

### 國立屏東大學
2012年1月，《國立屏東大學合校計畫書》同意書簽約儀式於國立屏東商業技術學院舉行，國立屏東教育大學及國立屏東商業技術學院進行整併，新名暫訂為「國立屏東大學」。2014年8月，國立屏東教育大學與國立屏東商業技術學院合併為國立屏東大學。
2015年3月9日，國立屏東大學與臺灣證券交易所股份有限公司簽署「XBRL（可延伸企業報導語言）網站內容-國際應用最新發展」產學合作契約。2015年5月28日，國立屏東大學與南部高中職91所學校（台南市26所、高雄市46所、屏東縣19所）簽署高中職策略聯盟夥伴關係合約。
2016年5月9日，設於民生校區之校史館落成啟用。2016年6月3日，與國立高雄師範大學、國立臺灣師範大學、國立臺北教育大學、國立臺灣科技大學、國立臺中教育大學成立「創新自造教育推展基地」與簽訂北區自造教育師資培育合作備忘錄。2016年6月6日，國立屏東大學應用日語學系開設日本文化中心。2016年6月22日，國立屏東大學與南區大專院校16間學校共同成立南區大專院校院校務研究成果展暨策略聯盟，並參與簽約儀式與會議。2016年11月19日，國立屏東大學成立東南亞發展中心。
2017年，裁撤理學院不分系。音樂學系碩士班取消音樂教育組、音樂演奏(唱)組之分組。增設資訊科學系資訊系統與數位科技應用碩士在職專班、行銷與流通管理學系碩士在職專班、體育學系碩士在職專班、社會發展學系碩士在職專班。停招社會發展學系社會科教學碩士班、科普傳播學系數理課程與教學碩士在職專班、數位學習教學碩士學位學程、體育學系體育教學碩士班。
2018年，視覺藝術學系大學部分設數位媒體設計組、造形藝術組之分組。增設數位媒體設計碩士學位學程、不動產經營系碩士在職專班、資訊科學系資訊系統與數位科技應用碩士在職專班。停招多媒體動畫碩士在職學位學程。2018年，國立屏東大學屏商校區新設國際認證人工草皮足球場已完工，而通過FIFA Soccer認證。
2019年1月22日，校徽抄襲事件，想尋求設計師授權，讓校徽繼續使用，但此案持續調查中。2019年1月24日，國防部ROTC專業大學與屏東大學合作成立預備軍官訓練團教育中心揭牌。2019年8月1日，成立國際暨創新學院，接軌國際，邁出一大步。該學院以培養學生國際視野，提供在校生重新探索，修習跨領域學位學程之 機會，逐步撤除系所藩籬，開辦各式跨領域學分/學位學程，作為高教深耕創新教學的主體教學單位。2019年9月2日，校內首家便利商店-全家屏東商大店於屏商校區圖資大樓一樓開幕啟用。2019年11月26日，成立大武山社會實踐暨永續發展中心。
2020年8月1日，通識教育中心之共同教育組、博雅教育組，擴編升格為共同教育中心、博雅教育中心。成立跨領域學程中心。前述單位與大武山社會實踐暨永續發展中心，納入新設之「大武山學院」。
2021年，視覺藝術學系取消造形藝術組、數位媒體設計組之分組。應用物理學系取消物理組、光電暨材料組之分組。科普傳播學系改名科學傳播學系。科普傳播學系數理教育碩士班改名科學傳播學系科學傳播暨教育碩士班。增設視覺藝術學系數位媒體設計碩士班、企業管理學系碩士在職專班、理學院應用科學國際博士班、理學院應用科學國際碩士班、STEM教育國際碩士學位學程。停招文教事業經營碩士在職學位學程、數位媒體設計碩士學位學程。
2022年，NPTU開始舉辦TEDxNational Pingtung University，歷年講者影片會於活動結束後，會上傳至TEDx Talks官方YouTube頻道。

### 歷任校長
| 國立屏東大學 |                      |                  |
| 姓名         | 任期                 | 備註             |
| 古源光       | 2014年8月－2022年7月 | 第一、二任校長   |
| 陳永森       | 2022年8月－          | 第三任校長，現任 |

## 教學單位
| 管理學院 | 商業自動化與管理學系（含碩士班並於113學年度更名為商業大數據學系）     | 行銷與流通管理學系（含碩士班） |
| 管理學院 | 休閒事業經營學系（含碩士班）                                          | 不動產經營學系（含碩士班）     |
| 管理學院 | 企業管理學系（含碩士班）                                              | 國際經營與貿易學系（含碩士班） |
| 管理學院 | 財務金融學系（含碩士班）                                              | 會計學系                       |
| 管理學院 | 大數據商務應用學士學位學程（113學年停招並與商業自動化與管理學系合併） | 高階經營管理碩士在職專班(EMBA) |

| 資訊學院 | 電腦與通訊學系                     | 資訊工程學系（含碩士班）       |
| 資訊學院 | 電腦科學與人工智慧學系（含碩士班） | 資訊管理學系（含碩士班）       |
| 資訊學院 | 智慧機器人學系                     | 國際資訊科技與應用碩士學位學程 |
| 資訊學院 | 國際資訊科技與應用碩士學位學程     |                                |

| 教育學院 | 教育行政研究所（含碩士班、博士班） | 教育心理與輔導學系（含碩士班） |
| 教育學院 | 教育學系（含碩士班）               | 幼兒教育學系（含碩士班）       |
| 教育學院 | 特殊教育學系（含碩士班）           | 文教事業經營碩士在職學位學程   |
| 教育學院 | 特殊教育中心                       | 社區諮商中心                   |
| 教育學院 | STEM教育國際碩士學位學程           |                                |

| 人文社會學院 | 視覺藝術學系（含碩士班）       | 音樂學系（含碩士班）               |
| 人文社會學院 | 文化創意產業學系（含碩士班）   | 社會發展學系（含碩士班）           |
| 人文社會學院 | 中國語文學系（含碩士班）       | 英語學系（含碩士班）               |
| 人文社會學院 | 應用英語學系                   | 應用日語學系                       |
| 人文社會學院 | 文化發展學士學位學程原住民專班 | 文化事業發展碩士學位學程原住民專班 |
| 人文社會學院 | 客家文化產業碩士學位學程       | 客家研究中心                       |
| 人文社會學院 | 原住民族教育研究中心           | 藝文中心                           |

| 理學院 | 科學傳播學系（含科學傳播暨教育碩士班） | 應用數學系（含碩士班）     |
| 理學院 | 應用物理系（含光電暨材料碩士班）       | 應用化學系（含碩士班）     |
| 理學院 | 體育學系（含碩士班）                   | 理學院應用科學國際碩士班   |
| 理學院 | 理學院應用科學國際博士班               | 理學院半導體材料科學碩士班 |

| 國際學院 | 東南亞發展中心 | 華語教學中心 |

| 大武山學院 | 博雅教育中心                 | 共同教育中心               |
| 大武山學院 | 跨領域學程中心               | EMI發展中心                |
| 大武山學院 | 大武山社會實踐暨永續發展中心 | 新媒體創意應用碩士學位學程 |
| 大武山學院 | 大武山跨領域學士學位學程     |                            |

| 師資培育中心 | 教育學程組 | 實習及輔導組 |

## 研究中心
| 研究中心 | 大武山社會實踐暨永續發展中心 | 永續建成環境研究中心     |
| 研究中心 | 原住民族教育研究中心         | 客家研究中心             |
| 研究中心 | 社區諮商中心                 | 日本文化中心             |
| 研究中心 | 不動產交易模擬中心           | 功能性材料研發中心       |
| 研究中心 | 東南亞發展中心               | 原住民族課程發展協作中心 |
| 研究中心 | 預備軍官訓練團教育中心       |                          |

## 校區

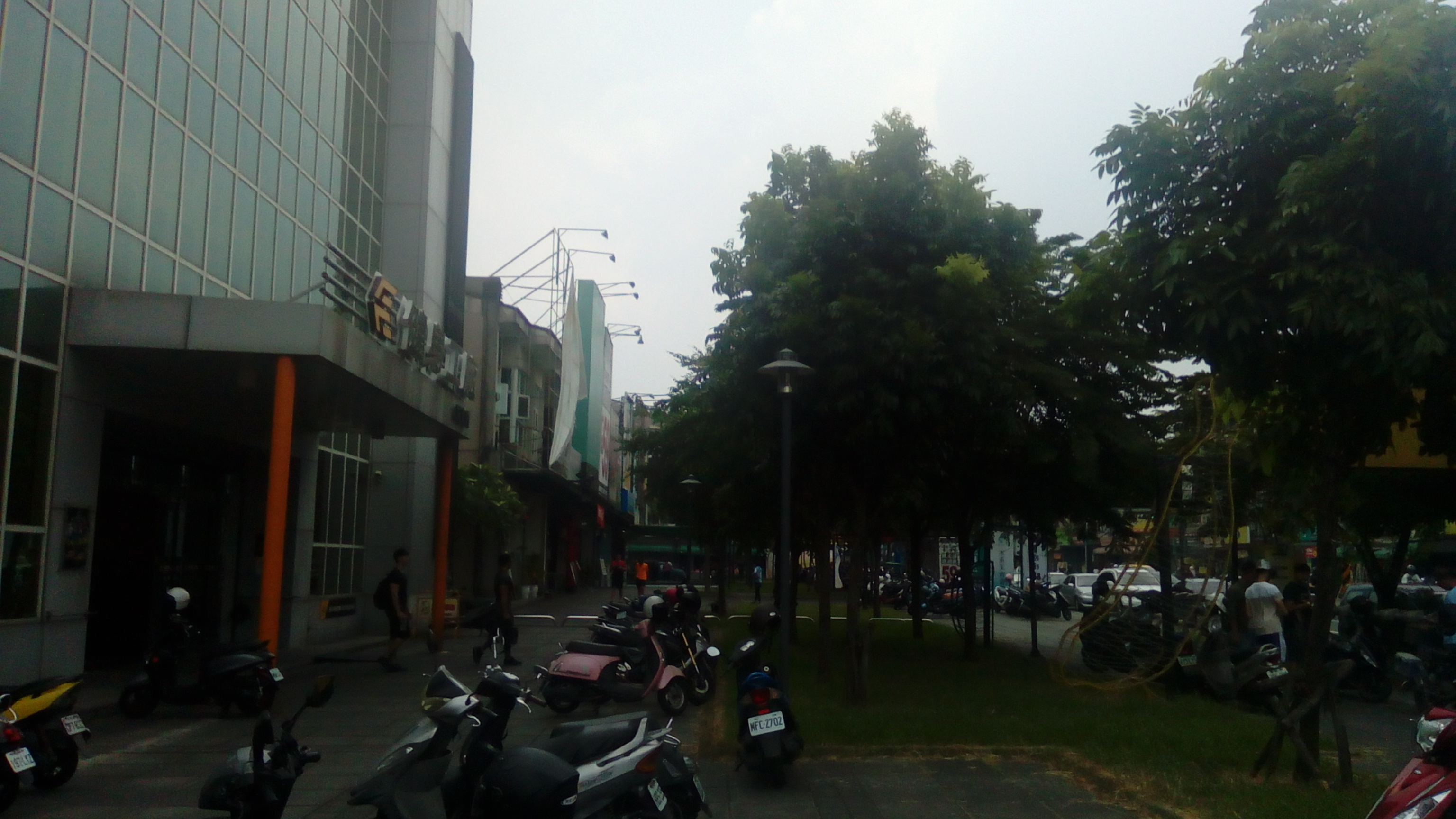
民生路上的屏大商圈

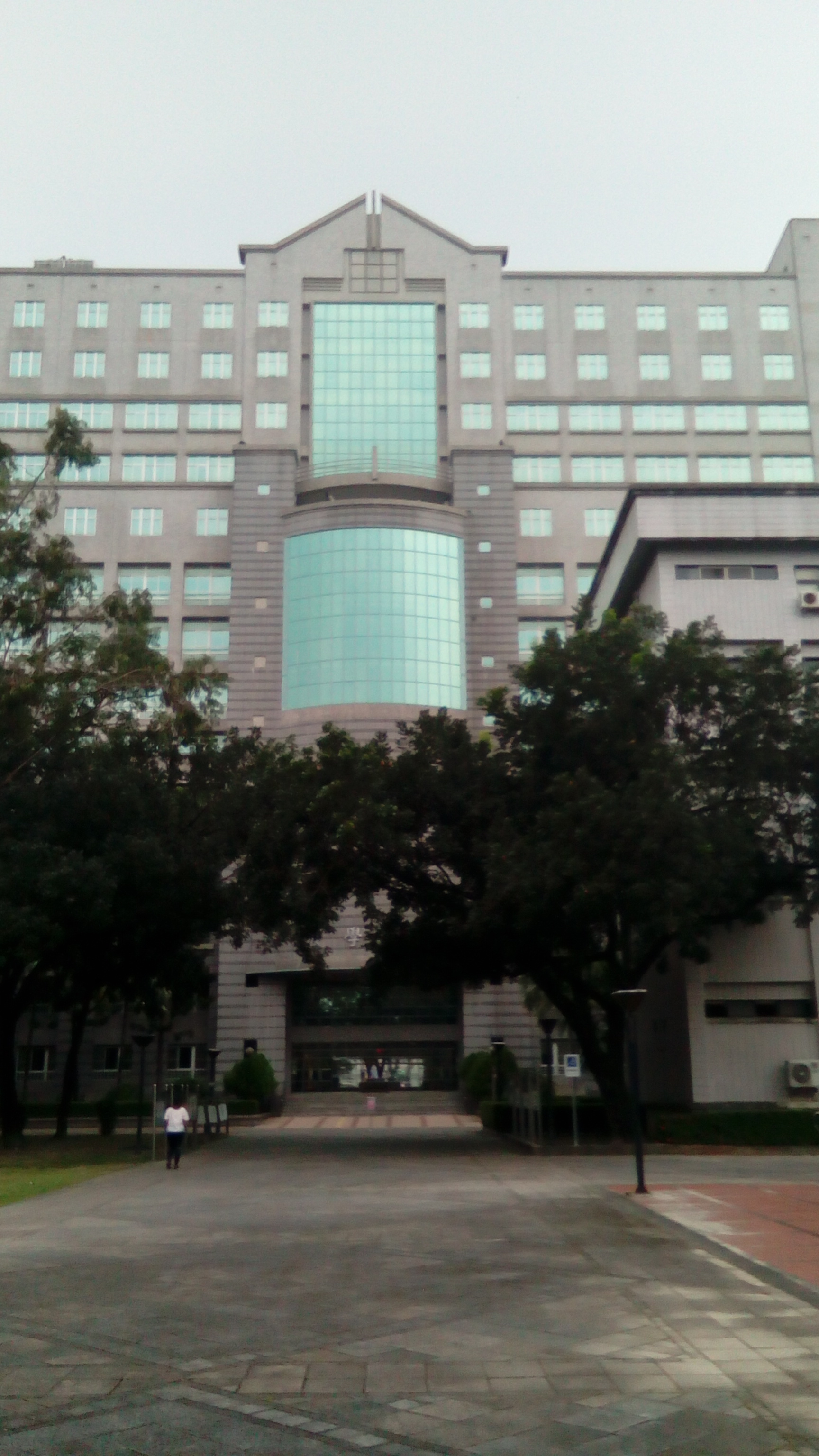
屏東大學五育樓

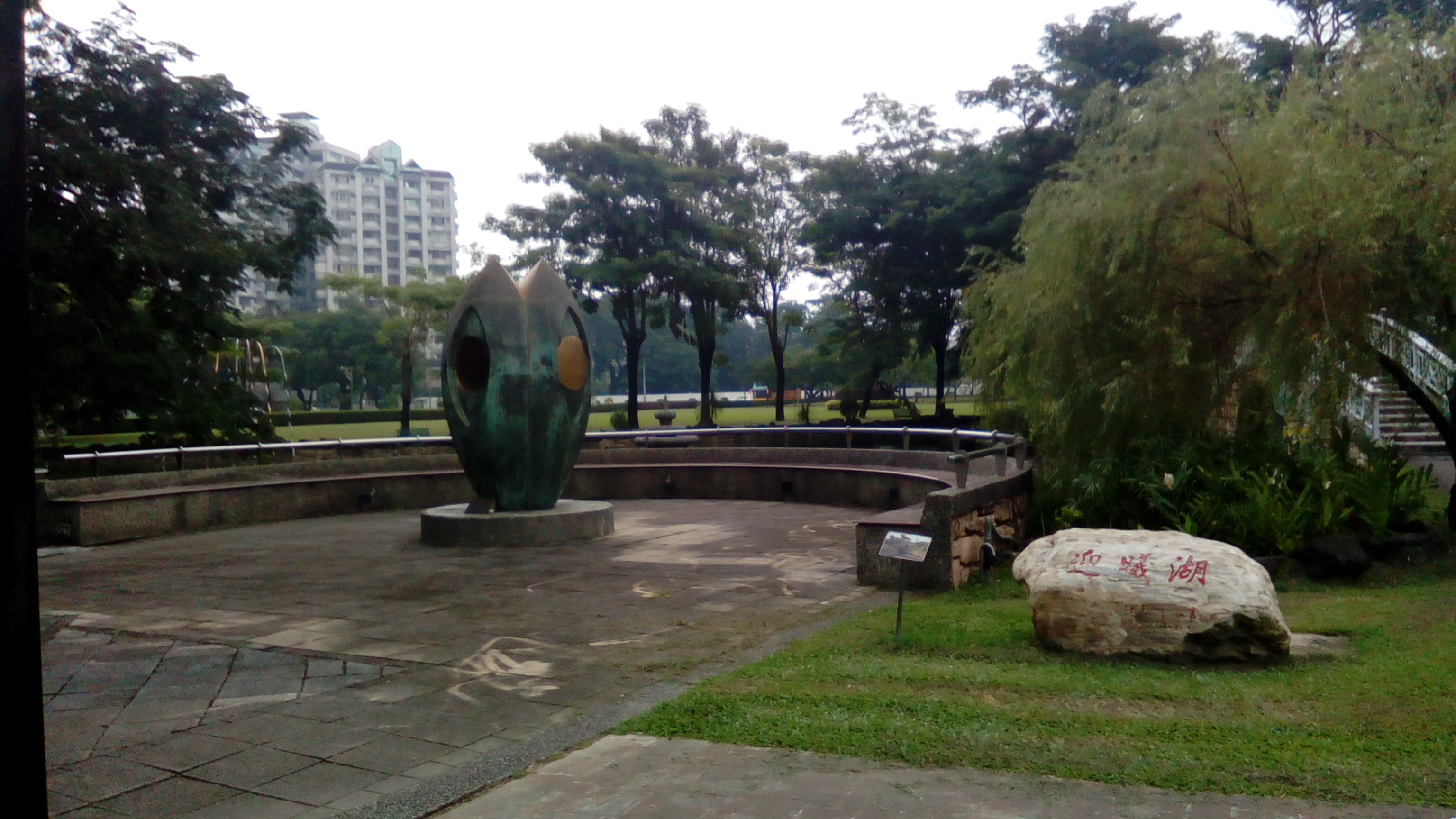
屏大的檳榔造型物

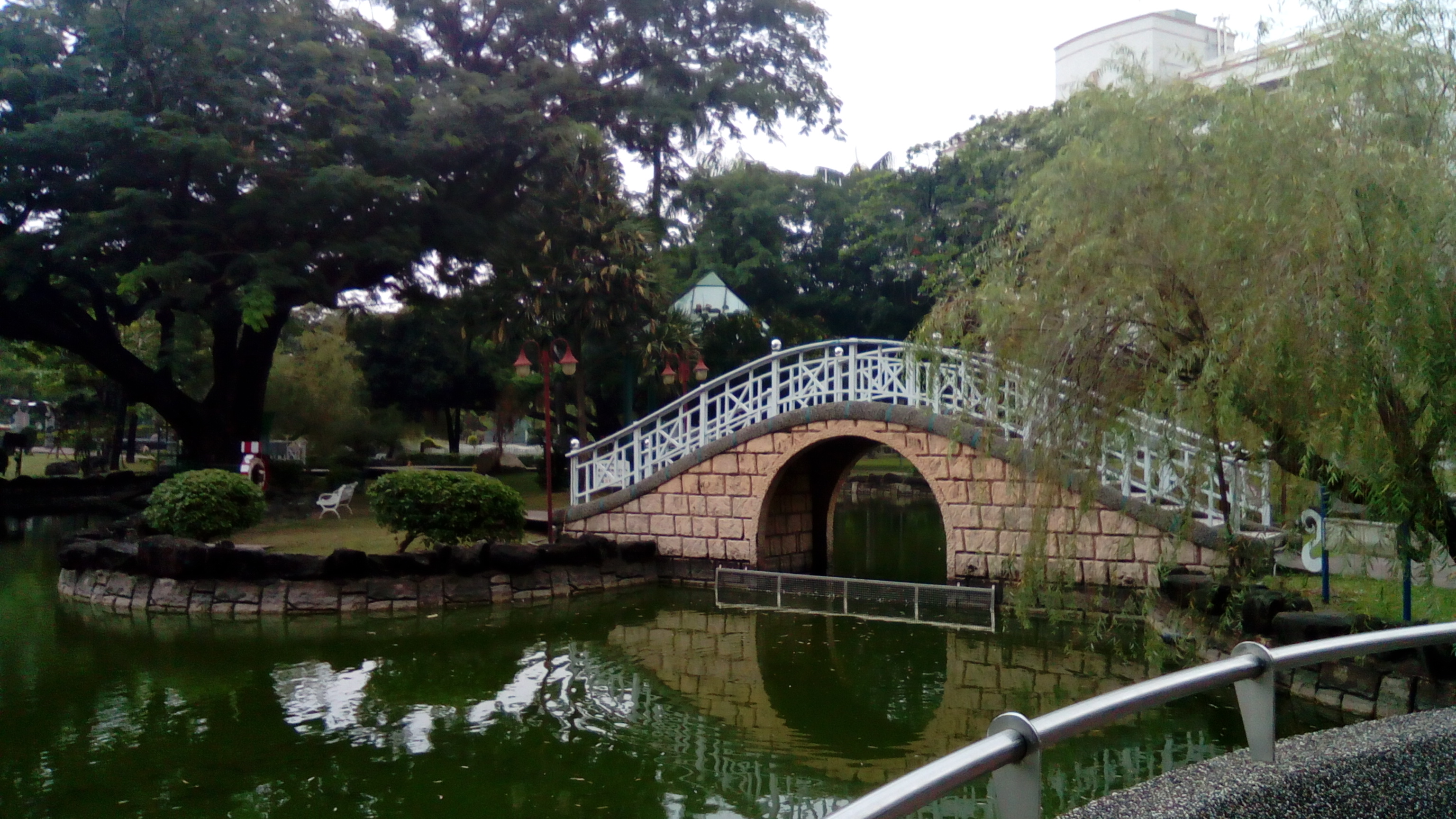
屏大校園內的湖心橋

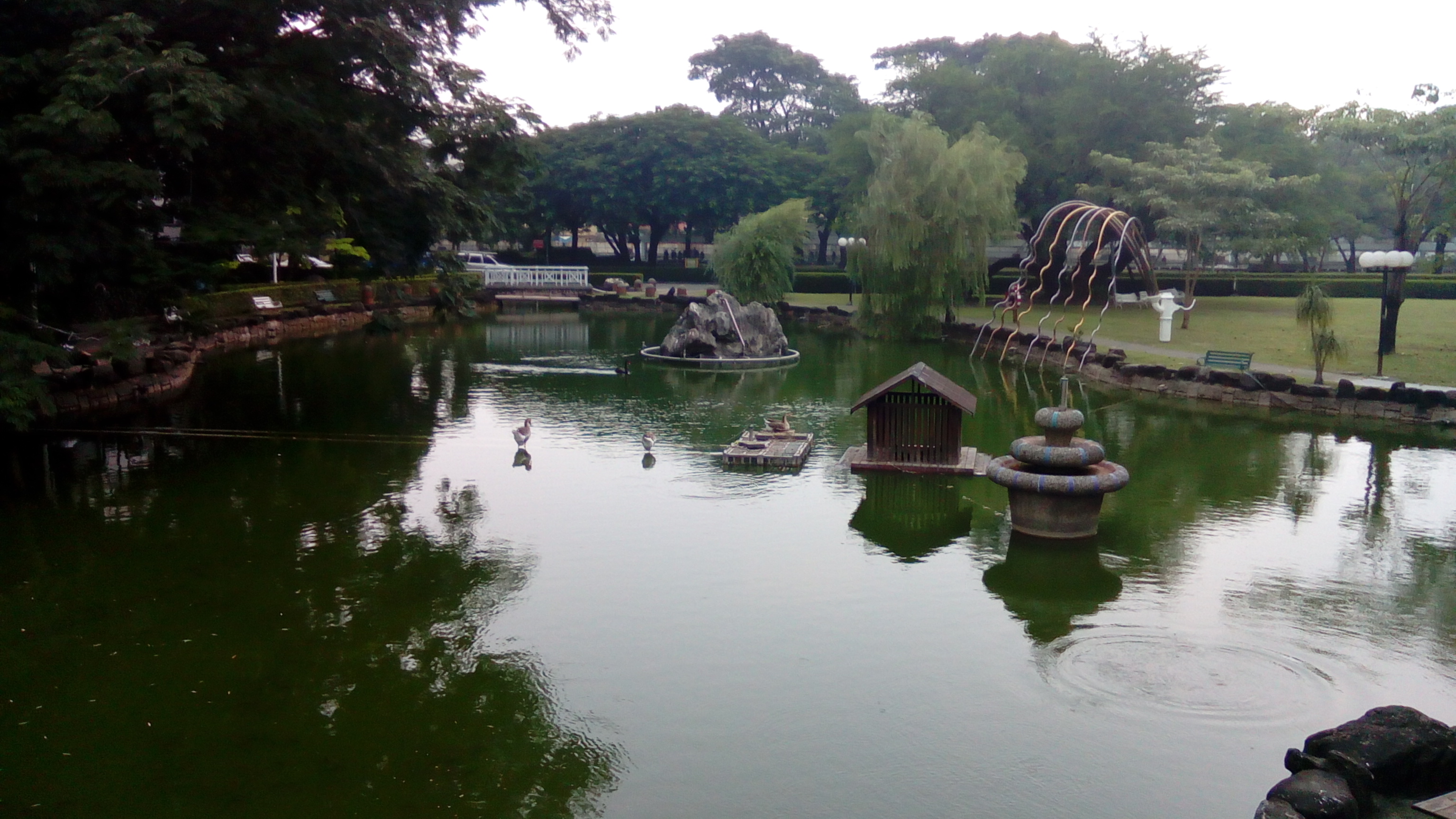
屏大校園內的池塘

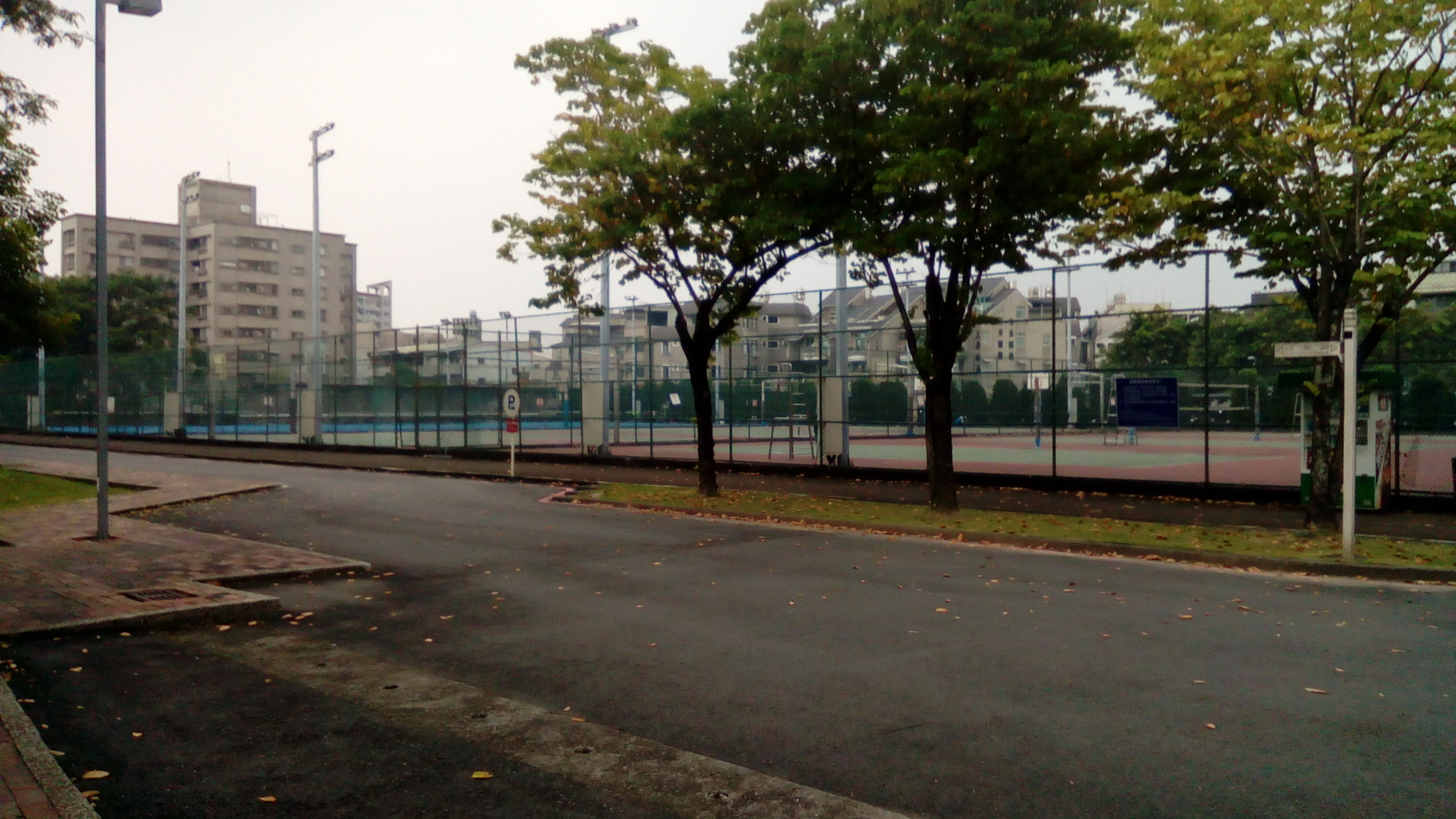
屏東大學網球場

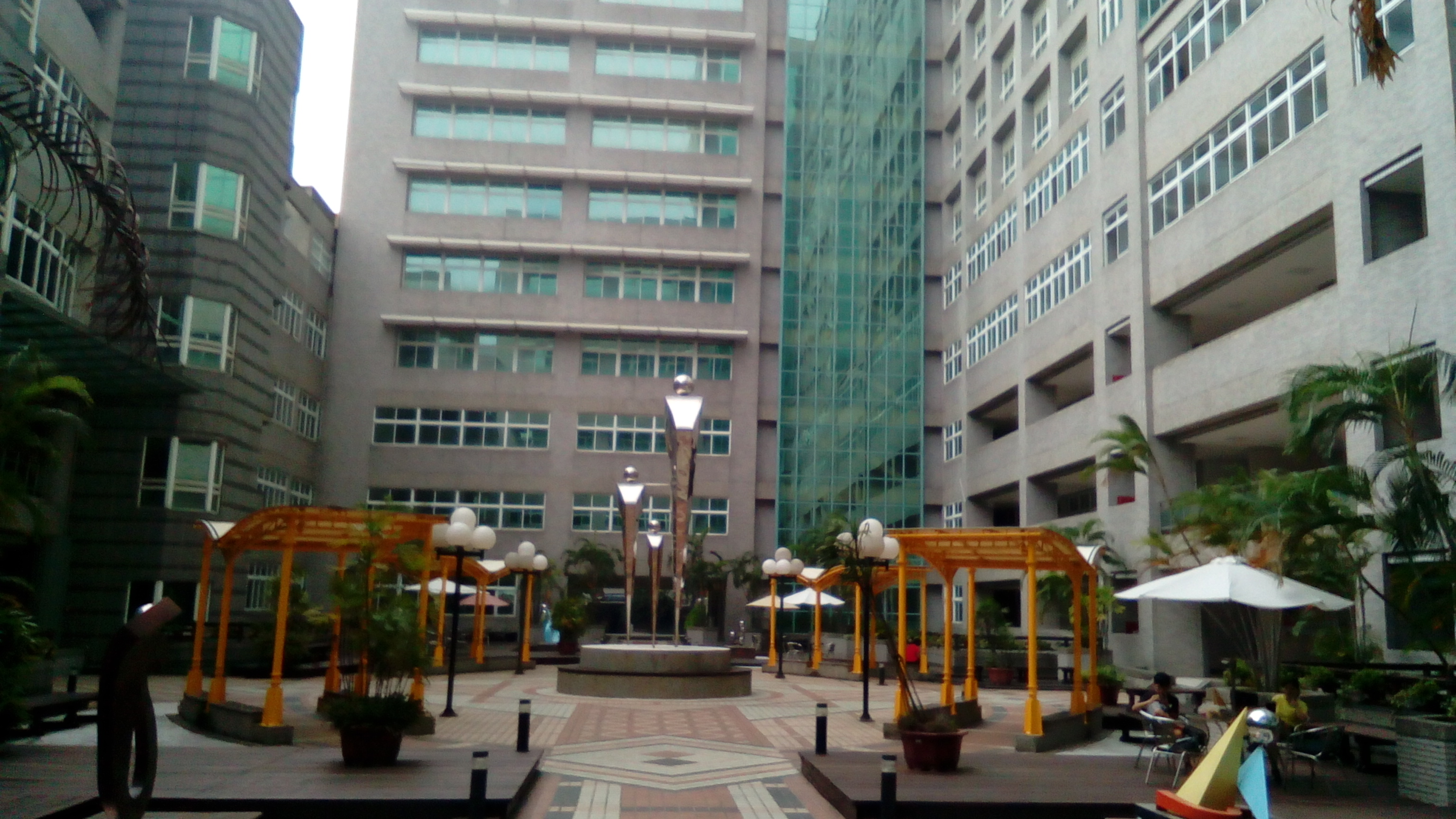
屏東大學天井

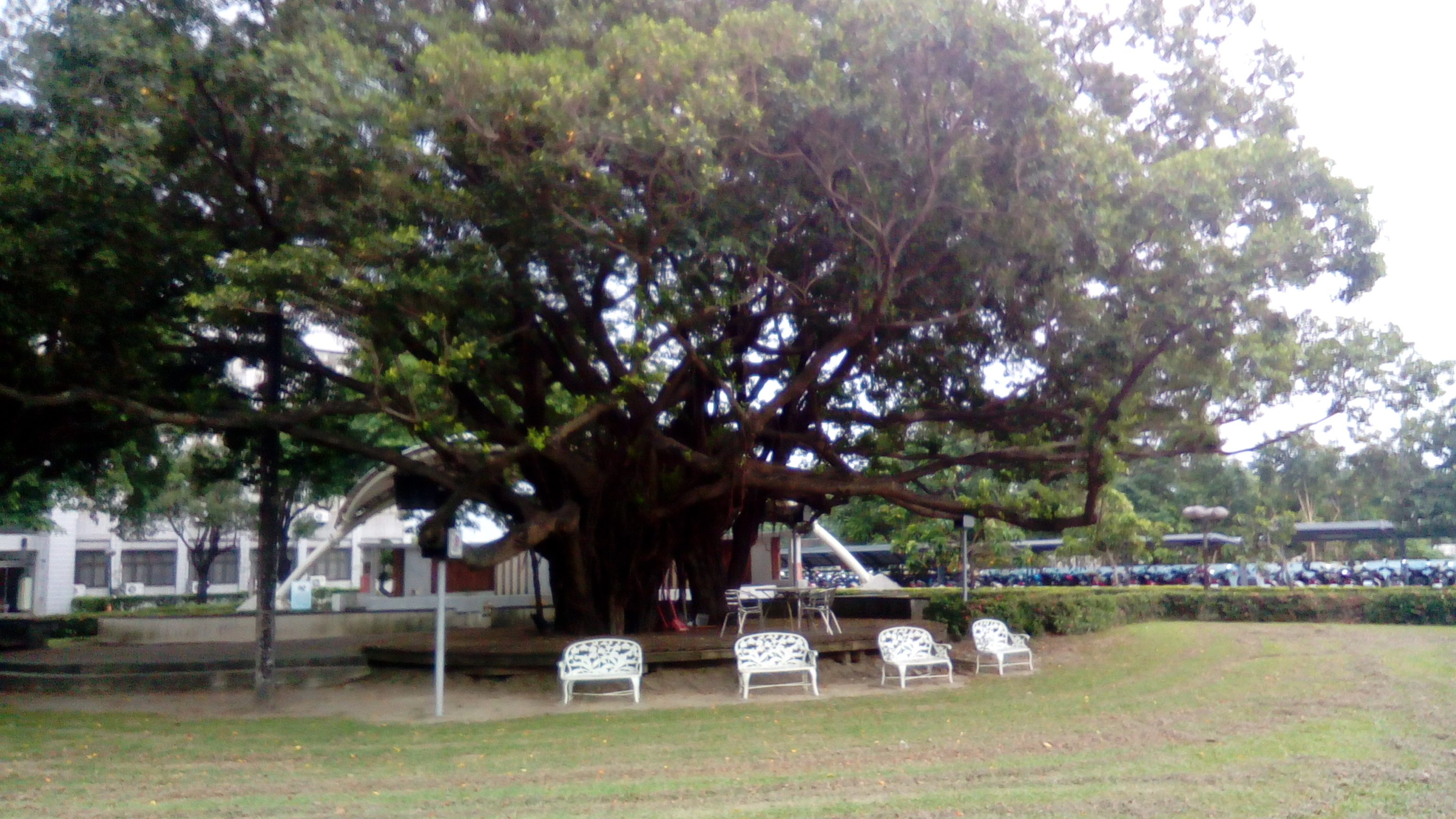
屏大守護樹

國立屏東大學擁有四個校區七個學院，其中管理學院、資訊學院、大武山學院位於屏商校區，教育學院及人文社會學院位於民生校區，理學院、國際學院位於屏師校區。

### 民生校區
民生校區位處屏東縣屏東市；為屏東大學校本部，1989年臺灣省立屏東師範學院行政中心自屏師校區（原林森校區）遷移至該校區並進行啟用。現有教育學院、人文社會學院（除視藝、音樂、原專、應英及應日外）及資訊學院（電腦科學與人工智慧學系）在此校區。

### 屏師校區
屏師校區位處屏東縣屏東市；1940年臺灣總督府屏東師範學校創校。現有理學院、人文社會學院（音樂學系、視覺藝術學系、文化發展學士學位學程原住民專班(原專班)）、國際暨創新學院在此校區。
原名為林森校區，2018年12月經校友提議並經校務會議通過改為現名。

### 屏商校區
屏商校區位處屏東縣屏東市；前身國立屏東商業專科學校1991年在此創校，管理學院、資訊學院（除電腦科學與人工智慧學系外）、人文社會學院（應用英語系及應用日語系）及大武山學院在此校區。

### 車城校區
車城校區位處屏東縣車城鄉，此校區則尚在規劃中，預計做為「海洋文化休閒與自然生態產業體驗區」使用。

## 文化資產
- 原屏東師範學校校長官舍：日治時期，地方人士與屏東糖廠部份人員為爭取師範學校設於當地，於該校校舍西側投資建築木造屋舍24棟作教職員宿舍。戰後，該項房產由台糖屏東總廠接收。1946年，該廠訂立契約將屋舍租賃予校方，後再由校方向台糖屏東總廠購得。該棟屋舍為其所有日式宿舍中僅存者，且曾歷經七任校長入住。[21]

## 學校榮譽表現
- 2016年3月，根據1111人力銀行和遠見雜誌調查，國立屏東大學雇主最滿意普通大學高屏地區排行榜第三名。
- 2017年3月，根據1111人力銀行和遠見雜誌調查，國立屏東大學雇主最滿意普通大學高屏地區排行榜第二名。
- 2017年5月23日，「華文商管學院認證(ACCSB)指導委員會」召開會議，通過「國立屏東大學管理學院」認證，期限兩年，自2017年8月1日起生效。
- 2017年12月，國立屏東大學屏商校區新設國際認證人工草皮足球場通過FIFA Soccer認證。
- 2018年3月，根據1111人力銀行和遠見雜誌調查，國立屏東大學雇主最滿意普通大學高屏地區排行榜第二名。
- 2018年3月，國立屏東大學女子橄欖球隊在全國橄欖球錦標賽獲得總冠軍。
- 2018年5月，國立屏東大學女子足球隊榮獲大專106學年度五人制足球錦標賽公開女生組冠軍。
- 2024年6月12日，英國泰晤士高等教育（Times Higher Education）發布世界大學影響力排名2024（THE Impact Rankings 2024），國立屏東大學獲得全球總排名601－800。[22]

## 友校

### 世界大學姊妹校
- 從屏東教育大學和屏東商業技術學院分別成立到合併成『國立屏東大學』之現今，本校與全球大學締結姊妹校數量高達50所以上，簽署國際交流合約，合作形式包含交換學生、雙聯學位等。亞洲有56所、歐洲有5所、澳洲有3所、北美洲有12所。[23]

| - 中华人民共和国 - 清華大學 - 北京交通大學 - 復旦大學 - 江蘇經貿職業技術學院 - 廣州大學 - 上海師範大學 - 江蘇第二師範學院 - 嶺南師範學院 - 山西大學 - 華東師範大學 - 湖南師範大學 - 泉州師範學院 - 太原理工大學 - 昆明學院 - 山西大同大學 - 沂州師範學院 - 太原師範學院 - 寧德師範學院 - 福州大學 - 北京教育學院 - 首都師範大學 - 濟寧學院 - 蘭州大學 - 東北師範大學 - 安徽師範大學 - 寧夏師範大學 - 淮南師範學院 - 南京師範大學 - 廣西大學 - 玉溪師範學院 - 西南大學 - 杭州師範大學 - 浙江外國語學院 - 海南師範大學 - 新疆師範大學 - 湖北文理學院 - 浙江大學 - 上海財經大學 - 廈門大學 - 東南大學 - 同濟大學 | - 日本 - 山陽學園短期大學 - 兵庫教育大學 - 姬路獨協大學 - 廣島修道大學 - 麗澤大學 - 弘前大學 - 北工學園旭川福祉專門學校 - 大阪教育大學 - 櫻美林大學 - 駿合台大學 - 宮崎大學 - 東京外國語大學 - 上智大學 - 泰國 - 東北皇家理工大學 - 吞武里皇家大學 - 潘納空皇家師範大學 - 蒙庫國王科技大學 - 烏隆府皇家大學 - 班頌德皇家師範大學 - 蘭帕潘尼皇家大學 - 宣素南塔皇家師範大學 - 黎府皇家師範大學 - 那空沙旺皇家師範大學 - - 大邱教育大學 - 圓光大學 - 马来西亚 - 馬來亞大學 - 拉曼大学 - 馬來西亞藝術學院 - 马来西亚学前教育学院 - 俄羅斯 - 西伯利亞聯邦大學 - 香港 - 香港教育大學 - 香港中文大學 - 香港樹仁大學 - 越南 - 越南外貿大學 - 河內經營與工藝大學 - 國民經濟大學 - 河內商業大學 - 順化科學大學 - 順化經濟大學 | - 捷克 - 赫拉德茨-克拉洛韋大學 - 捷克科技大學 - 捷克農業大學 - 義大利 - 帕維亞大學 - 德国 - 柏林愛麗絲沙羅蒙應用科學大學 - 法蘭克福專科學院 - 洛依特林根高等專科學校 - 慕尼黑工業大學 - 立陶宛 - 立陶宛教育科學大學 - 波蘭 - 華沙特殊教育學院 - 匈牙利 - 布達佩斯科技暨經濟大學 | - 美国 - 西佛羅里達大學 - 東華盛頓大學 - 賓州州立大學 - 舊金山州立大學 - 西來大學 - 密西根大學 - 查特儒加州立社區大學 - 威洛克學院 - 北科羅拉多大學 - 愛許蘭大學 - 休士頓大學 - 南密西西比大學 - 楊斯鎮州立大學 - 堪薩斯州州立大學 - 加拿大 - 卡爾頓大學 - 渥太華大學 - 智利 - 瓦爾帕萊索天主教大學 | - - 墨爾本皇家理工大學 - 臥龍崗大學 - 查爾斯達爾文大學 |

### 國內學校策略聯盟
從屏東教育大學和屏東商業技術學院分別成立到合併成『國立屏東大學』之現今，本校與其他大專院校（47所）和高中職學校（91所）締約成策略聯盟的學校超過130所學校。
| - 北基區 - 國立臺北大學 - 國立臺北商業大學 - 國立臺北教育大學 - 國立臺灣師範大學 - 國立臺灣科技大學 - 國立臺灣海洋大學 - 台北海洋科技大學 - 國立台北科技大學 - 世新大學 - 康寧大學 - 桃竹苗區 - 健行科技大學 - 國立陽明交通大學 - 中原大學 - 中彰投區 - 國立臺中教育大學 - 國立勤益科技大學 - 國立台中科技大學 - 雲嘉南區 - 國立雲林科技大學 - 國立嘉義大學 - 國立成功大學 - 嘉南藥理大學 - 台南應用科技大學 - 遠東科技大學 - 長榮大學 - 國立臺南大學 - 國立臺南藝術大學 - 南華大學 - 南臺科技大學 - 崑山科技大學 | - 高屏區 - 國立中山大學 - 高雄醫學大學 - 國立高雄科技大學 - 國立高雄大學 - 義守大學 - 正修科技大學 - 文藻外語大學 - 輔英科技大學 - 樹德科技大學 - 國立高雄餐旅大學 - 國立高雄師範大學 - 國立屏東科技大學 - 空軍航空技術學院 - 慈惠醫護管理專科學校 - 美和科技大學 - 大仁科技大學 - 東方設計大學 - 實踐大學 - 高雄市立空中大學 - 陸軍軍官學校 - 宜花東區 - 國立宜蘭大學 - 國立臺東大學 - 澎金馬區 - 國立澎湖科技大學 |

- 財團法人臺南市天主教聖功女中
- 臺南市私立港明高級中學
- 國立新化高級中學
- 國立臺南高級海事水產職業學校
- 國立新豐高級中學
- 國立臺南大學附屬高級中學
- 國立新營高級工業職業學校
- 國立南科國際實驗高級中學
- 國立善化高級中學
- 臺南市立南寧高級中學
- 國立臺南女子高級中學
- 國立北門高級中學
- 國立新營高級中學
- 國立臺南高級工業職業學校
- 臺南市私立長榮高級中學
- 方濟會學校財團法人臺南市黎明高級中學
- 國立臺南第二高級中學
- 國立臺南家齊高級中學
- 國立北門高級農工職業學校
- 國立曾文高級家事商業職業學校
- 臺南市立永仁高級中學
- 興國學校財團法人臺南市興國高級中學
- 國立新化高級工業職業學校
- 臺南市立大灣高級中學
- 臺南市私立德光高級中學
- 國立臺南高級商業職業學校

| - 高雄市私立中山高級工商職業學校 - 高雄市私立高英高級工商職業學校 - 國立鳳新高級中學 - 佛光山學校財團法人高雄市普門高級中學 - 高雄市立海青高級工商職業學校 - 高雄市立高雄高級商業職業學校 - 高雄市立三民高級中學 - 高雄市立中山高級中學 - 高雄市私立大榮高級中學 - 高雄市私立義大國際高級中學 - 國立鳳山高級中學 - 高雄市立三民高級家事商業職業學校 - 高雄市立仁武高級中學 - 高雄市立鼓山高級中學 - 高雄市立中正高級中學 - 高雄市立新莊高級中學 - 高雄市立前鎮高級中學 - 國立岡山高級中學 - 高雄市私立正義高級中學 - 高雄市立瑞祥高級中學 - 高雄市私立復華高級中學 - 高雄市立楠梓高級中學 - 高雄市立新興高級中學 - 高雄市立左營高級中學 - 國立岡山高級農工職業學校 | - 天主教明誠學校財團法人高雄市明誠高級中學 - 高雄市私立三信高級家事商業職業學校 - 高雄市立高雄高級工業職業學校 - 高雄市立路竹高級中學 - 中山學校財團法人高雄市中山高級工商 - 高雄市立高雄高級中學 - 高雄市立高雄女子高級中學 - 高雄市立褔誠高級中學 - 國立中山大學附屬國光高級中學 - 國立高雄師範大學附屬高級中學 - 高雄市立中正高級工業職業學校 - 高雄市私立高鳳高級工業家事職業學校 - 高雄市私立國際高級商工職業學校 - 高雄市立林園高級中學 - 高雄市立文山高級中學 - 國立旗美高級中學 - 國立鳳山高級商工職業學校 - 高雄縣立私立高英高級工商職業學校 - 高雄市私立樹德高級家事商業職業學校 - 高雄市私立立志高級中學 - 天主教道明學校財團法人高雄市道明高級中學 - 高雄市立六龜高級中學 - 高雄市立小港高級中學 - 國立旗山高級農工職業學校 |

- 國立屏東高級中學
- 屏東縣私立陸興高級中學
- 屏東縣私立民生高級家事商業職業學校
- 國立屏北高級中學
- 國立內埔高級農工職業學校
- 屏東縣立大同高級中學
- 屏東縣私立日新高級工商職業學校
- 屏東縣立東港高級中學
- 屏榮學校財團法人屏東縣屏榮高級中學
- 國立潮州高級中學
- 屏東縣立枋寮高級中學
- 屏東縣立來義高級中學
- 國立佳冬高級農業職業學校
- 屏東縣私立美和高級中學
- 國立屏東高級工業職業學校
- 國立恆春高級工商職業學校
- 國立東港高級海事水產職業學校
- 國立屏東女子高級中學
- 屏東縣私立華洲高級工業家事職業學校

| - 高雄市 - 高雄市立裕誠幼兒園 - 高雄市鳳翔國民小學 - 高雄市過埤國民小學 - 高雄市福康國民小學 - 高雄市鎮昌國民小學 - 高雄市左營國民小學 - 高雄市新莊國民小學 - 高雄市永芳國民小學 - 高雄市楠梓國民小學 - 高雄市右昌國民小學 - 高雄市岡山國民小學 - 高雄市路竹國民小學 - 高雄市湖內國民小學 - 高雄市三民區鼎金國民小學 - 高雄市內門區金竹國民小學 - 高雄市前鎮區鎮昌國民小學 - 高雄市苓雅區凱旋國民小學 - 高雄市立三埤國民小學 - 高雄市岡山區後紅國民小學 - 高雄市阿蓮區阿蓮國小 - 高雄市鳳山區五福國民小學 - 高雄市苓雅區四維國民小學 - 高雄市左營區勝利國民小學 | - 屏東縣 - 屏東縣私立海豐幼兒園－教育部友善教保服務計畫非營利幼兒園 - 屏東縣私立屏東復興幼兒園－教育部友善教保服務計畫非營利幼兒園 - 屏東縣私立香潭幼兒園 - 屏東縣私立學正幼兒園 - 屏東縣私立大同幼兒園 - 屏東縣石門國民小學 - 屏東縣丹路國民小學 - 屏東縣竹田鄉竹田國民小學 - 屏東縣瑪家鄉長榮百合國民小學 - 屏東縣屏東市仁愛國民小學 - 屏東縣仁愛國民小學 - 屏東縣繁華國民小學 - 國立屏東大學附設實驗小學 - 屏東縣鶴聲國民小學 - 屏東縣崇蘭國民小學 - 屏東縣忠孝國民小學 - 屏東縣和平國民小學 - 屏東縣凌雲國民小學 - 屏東縣民和國民小學 - 屏東縣萬丹國民小學 |

- 高雄市立右昌國民中學
- 高雄市立仁武國民中學

- 國立澎湖海事水產職業學校

- 雲林縣義峰高級中學

## 合作機構
從屏東教育大學和屏東商業技術學院分別成立，到合併成「國立屏東大學」之現今，本校與國內外合作公司（不包含學校）超過100間公司簽約策略聯盟、合作備忘錄以及產學合作等。

### 國內合作機構
- 臺灣證券交易所股份有限公司
- 李時珍醫藥集團
- 國立海洋生物博物館
- 三商企業集團（三商美邦人壽、三商巧福...等）
- 富邦集團（富邦金控、富邦產險...等）
- 屏東縣政府
- 大八餐飲集團
- 內政部移民署
- 財團法人伊甸社會福利基金會
- 雅拓實業股份有限公司
- 金屬工業研究發展中心
- 行政院農業委員會屏東農業生物技術園區
- 澎湖縣政府
- 精聯電子股份有限公司
- 臺灣屏東地方法院檢察署
- 百世數位開發股份有限公司
- 中國青年救國團
- 國立科學工藝博物館
- InBetween International聯創文化
- 高雄市政府
- 昇明國際股份有限公司
- 精聯電子股份有限公司
- 百世數位開發股份有限公司
- 愛迪斯科技股份有限公司
- 屏基醫療財團法人屏東基督教醫院
- 恆基醫療財團法人恆春基督教醫院
- 經濟部工業局南區工業區管理處
- 經濟部工業局內埔工業區
- 信義房屋
- 永慶房屋
- 大鵬灣國際開發股份有限公司
- 豐屏興業股份有限公司（屏東太平洋百貨）
- 台東縣政府
- 甲尚科技股份有限公司
- 國防部
- 智冠科技股份有限公司
- 國防部軍備局生產製造中心第205廠
- 專業全民英檢股份有限公司
- 臺北世貿中心國際貿易大樓股份有限公司台北分公司
- 福漾企業股份有限公司
- 凱薩大飯店股份有限公司

### 國外合作機構
- 上海元組夢果子股份有限公司（元大實業集團）
- 展躍服飾責任有限公司（越南）

## 相關事件
- 陳震遠論文審稿造假案

## 外部連結
- 國立屏東大學（页面存档备份，存于）
- 國立屏東商業技術學院與國立屏東教育大學合校計畫書（页面存档备份，存于）
- 南區技專校院校際整合聯盟